# Gottne
Gottne ist ein Tätort (Ortschaft) in Ångermanland. Der Ort liegt zirka 30 km nordwestlich von Örnsköldsvik am Utterån, vor dessen Ausfluss in den Moälven.

## Bevölkerungsentwicklung
| Jahr | Einwohner |
| ---- | --------- |
| 1980 | 204       |
| 1990 | 267       |
| 1995 | 232       |
| 2000 | 240       |
| 2005 | 226       |
| 2010 | 218       |
| 2015 | 212       |

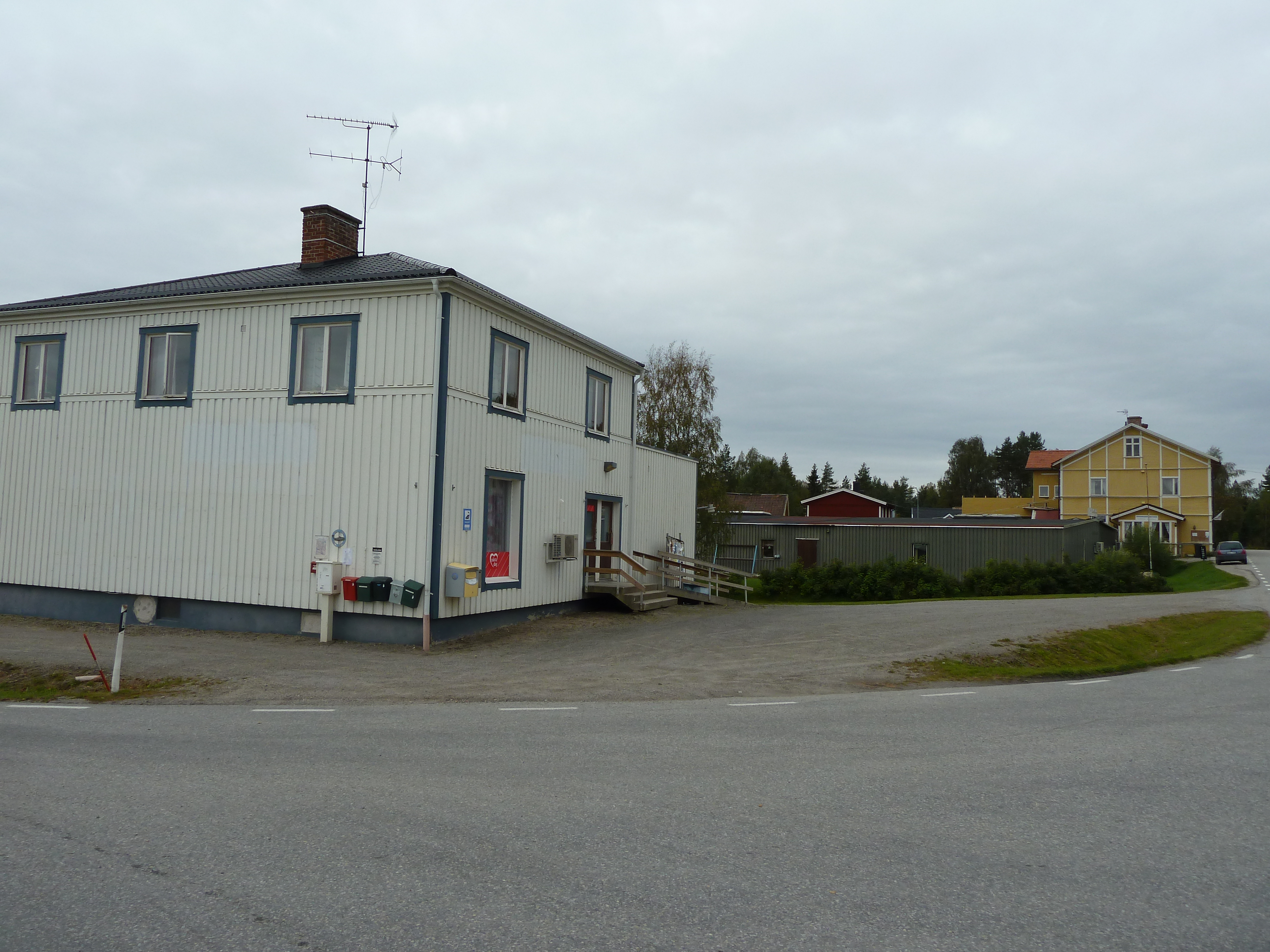
Der ehemalige Dorfladen in Gottne

Anmerkung: von 1980 kein Tätort, unter 200 Einwohner; Quelle: Statistiska centralbyrån